# 金町浄水場エネルギーサービス
金町浄水場エネルギーサービス株式会社 (かなまちじょうすいじょうエネルギーサービス、KESCO) は、IHI、清水建設、電源開発が出資しPFI事業として発足した会社である。2020年10月に契約が満了し、2021年10月に清算が結了した。
本社は東京都江東区豊洲3-1-1の豊洲IHIビルにあった。

## 概要
主に東京都水道局への電力と熱の供給、非常時の電力の供給である。

## 東京都金町浄水場 熱電可変型コージェネレーションシステム
IHI原動機にて製造されたIM400が2機導入されており、年間電力使用量のおよそ半分である49,000MWHの電力と61,000GJの蒸気を供給していた。